# 聖母經

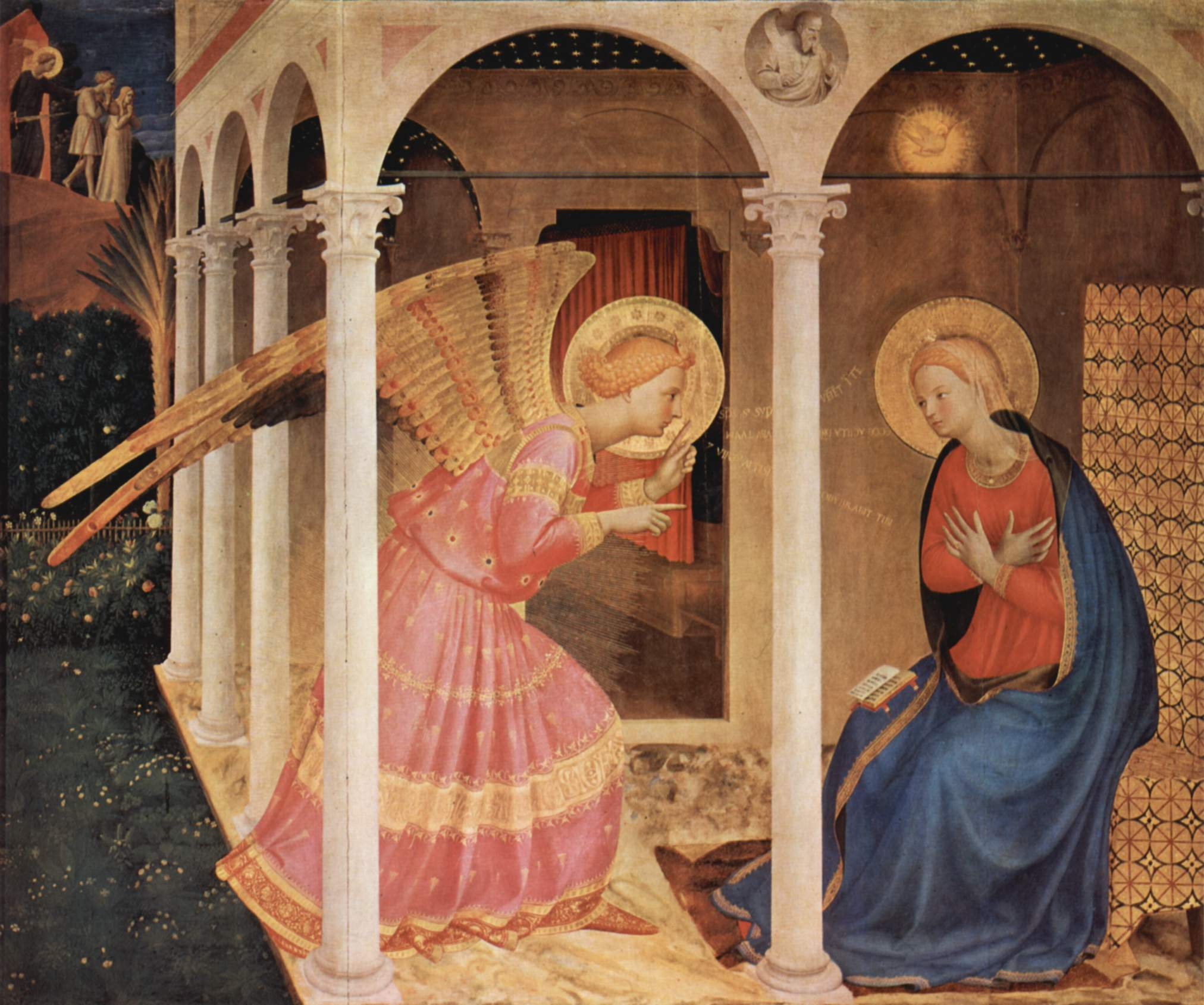
真福安杰利科修士《科尔托纳的圣母领报》

聖母經（英語：Hail Mary）是基督教的傳統祈禱文之一，向耶穌基督的母親聖母瑪利亞致敬。該祈禱基於路加福音中的兩段聖經情節：天使加俾額爾訪問馬利亞（天使報喜），以及瑪利亞隨後訪問自己的親戚也是若翰洗者的母親依撒伯爾（聖母訪親）。該祈禱文是對被視為天主之母（Theotokos）的瑪利亞的讚美和祈求的祈禱。自16世紀以來，天主教會使用的祈禱版本以請求她的代禱結束。祈禱在各種傳統中採用不同的形式，並且經常被設置為歌曲，也是與《天主經》及《聖三光榮經》並列為三個常用的祈禱文。
在天主教會拉丁禮教會中，聖母瑪利亞構成了其他祈禱的基礎，如《三鐘經》和《玫瑰經》。在東正教會的聖歌中，每天都會朗誦或吟唱一篇《上帝之母》（希臘語：Θεοτοκίον，羅馬化：Theotokion；複數形—希臘語：Θεοτοκία，羅馬化：Theotokia）讚美上帝之母。除了Theotokion之外，東正教會還有一個與聖母瑪利亞非常相似的祈禱文（沒有明確要求瑪利亞代禱），無論是希臘文還是翻譯文，都是為了頻繁的私人祈禱。東儀天主教會遵循各自的傳統或採用拉丁禮教會版本，許多其他歷史上與天主教會相關的西方團體也使用這種版本，例如信義宗、聖公宗、獨立天主教徒和舊天主教會。

## 典故
聖母經前段是天使向瑪利亞說的話和瑪利亞表姐依撒伯爾聽到瑪利亞向她請安，胎兒在她腹中歡躍。依撒伯爾充滿聖神後的言詞。
來源：聖經《路加福音》第1章（聖經思高本）
1:28 天使進去向她說：「萬福！充滿恩寵者，上主與你同在！」
1:41 依撒伯爾一聽到瑪利亞請安，胎兒就在她的腹中歡躍。依撒伯爾遂充滿了聖神，
1:42 大聲呼喊說：「在女人中你是蒙祝福的，你的胎兒也是蒙祝福的。
1:43 吾主的母親駕臨我這裡，這是我那裡得來的呢？
1:44 看，你請安的聲音一入我耳，胎兒就在我腹中歡喜踴躍。
1:45 那信了由上主傳於她的話必要完成的，是有福的。」
1:46 瑪利亞遂說：「我的靈魂頌揚上主，
1:47 我的心神歡躍於天主，我的救主，
1:48 因為衪垂顧了衪婢女的卑微，今後萬世萬代都要稱我有福；
1:49 因全能者在我身上行了大事，衪的名字是聖的，
1:50 衪的仁慈世世代代於無窮世，賜於敬畏衪的人。
1:51 衪伸出了手臂施展大能，驅散那些心高氣傲的人。
1:52 衪從高座上推下權勢者，卻舉揚了卑微貧困的人。
1:53 衪曾使飢餓者飽饗美物，反使那富有者空手而去。
1:54 衪曾回憶起自己的仁慈，扶助了衪的僕人以色列，
1:55 正如衪向我們的祖先所說過的恩許，施恩於亞巴郎和他的子孫，直到永遠。」
聖母經後段是教會及信徒請聖母代為我們罪人祈求天主。

## 經文
羅明堅譯本
拜告，仙媽利亞，天主聖母娘娘，爾有大福，
娠孕熱所，普世婦人，唯爾最尊大，得近天主。
我聖母娘娘，為我告於天主，
赦宥我等在生罪過，及死後魂靈，
亞明。
利瑪竇譯本
亞物，瑪利亞，滿被額辣濟亞者，
主與爾偕焉，女中爾為讚美，
爾胎子耶穌，並為讚美。
天主聖母瑪利亞，為我等罪人，
今祈天主，及我等死候。亞孟。
汉语文言文版
萬福瑪利亞，滿被聖寵者，
主與爾偕焉，女中爾為讚美，
爾胎子耶穌，並為讚美。
天主聖母瑪利亞，為我等罪人，
今祈天主，及我等死候。
阿們。
现代汉语白話文版
萬福瑪利亞，你充滿聖寵，
主與你同在，你在婦女中受讚頌，
你的親子耶穌同受讚頌。
天主聖母瑪利亞，
求你現在和我們臨終時，
為我們罪人祈求天主。
阿們。
東正教版 (正教祈禱書 2013)
慶哉， 童貞誕神女，
滿聖寵者瑪利亞，
主與你同在，你在眾女子中受讚頌，
你胎之果並受讚頌，
因你誕生了我們靈魂的救主。
英语版
Hail Mary, full of grace,
the Lord is with you;
blessed are you among women,
and blessed is the fruit of thy womb, Jesus.
Holy Mary, Mother of God,
pray for us sinners,
now and at the hour of our death.
Amen.
拉丁语版
Ave Maria, gratia plena,	 
Dominus tecum,	 
benedicta tu in mulieribus,	 
et benedictus fructus ventris tui, Iesus.	 
Sancta Maria, Mater Dei,	 
ora pro nobis peccatoribus,
nunc, et in hora mortis nostrae.	 
Amen.
希腊语版
Χαῖρε κεχαριτωμένη Μαρία,
Ὁ Κύριος μετά Σου.
Εὐλογημένη σὺ ἐν γυναξί,
καὶ εὐλογημένος ὁ καρπὸς τῆς κοιλίας σου,
Ἰησοῦς.Ἁγία Μαρία, Μῆτερ τοῦ Θεοῦ,
προσεύχου ὑπὲρ ἡμῶν τῶν ἁμαρτωλῶν.
νῦν καὶ κατὰ τὴν ὥραν τοῦ θανάτου ἡμῶν.
Ἀμήν.